# بطن‌النایر

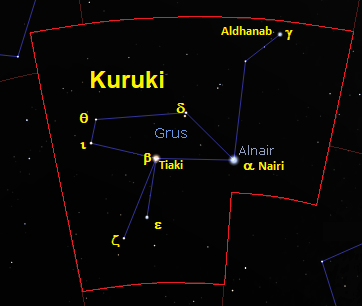
موقعیت بطن‌النایر (Alnair)، سمت راست

بطن‌النایر یا نیّر یا آلفا درنا یک ستاره است که در صورت فلکی درنا قرار دارد.